# Corviniello

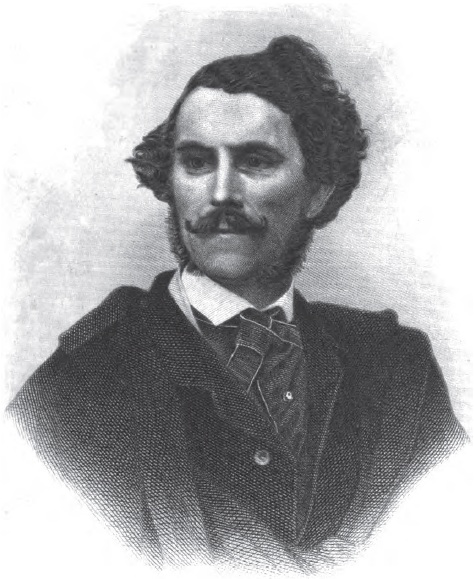
O. v. Corvin, der Erfinder des Verfahrens

Als Corviniello bezeichnet man Metallarbeiten, die mit eingelegtem Perlmutt, Steinen, Schildpatt oder andern Metallen verziert sind und nach einem von Otto von Corvin erfundenen und 1876 an die Firma J. P. Kayser Sohn in Krefeld als Patent verkauftem Verfahren auf galvanoplastischem Weg hergestellt werden. Die einzulegenden Stücke werden, der Zeichnung entsprechend, auf einem Modell des darzustellenden Stücks mit Firnis befestigt, wobei die Seite, welche später die Oberfläche bildet, dem Modell zugekehrt, also aufgeklebt wird.

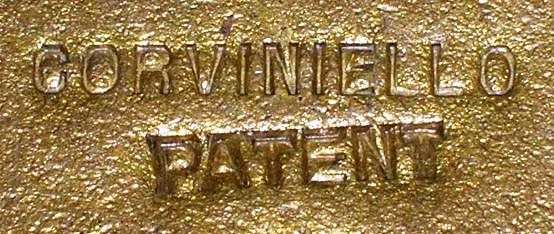
Patentstempel auf der Rückseite eines Corviniellos

Danach wird das Ganze mit einer Graphitbürste leitend gemacht, in eine Metallsalzlösung gelegt und galvanischer Strom eingeschaltet. Das sich aus der Lösung abscheidende Metall schlägt sich auf die freie Fläche des Modells nieder und hüllt allmählich die angeklebten Stücke vollständig ein, so dass sie auf das innigste in das Metall eingefügt sind. Hat der galvanische Niederschlag die gewünschte Stärke erreicht, löst man ihn ab und sieht nun auf der dem Modell zugekehrten Seite die eingelegten Stücke in der saubersten Weise in Metall eingebettet. Man reinigt dann die Oberfläche und verziert sie durch Vergolden, Versilbern, Gravieren etc. Nach diesem Verfahren wurden Schalen mit ornamentiertem flachen Rand und Mittelstück, Tischplatten, Präsentierteller, Möbeleinlagen, Buchdeckel und Platten zur Verzierung von verschiedenen Gegenständen angefertigt.